# Avidya
Avidya (санскр. अविद्या, IAST: avidyā, букв. «отсутствие знания», «неведение») — шестой студийный альбом российской альтернативной рок-группы «7раса», выпущенный 21 мая 2020 года. Это первый полноформатный релиз группы за 7 лет их «творческого молчания»: предыдущий альбом группы («Солнечное сплетение») был выпущен в конце ноября 2013 года.

## Список композиций
Все тексты написаны Сашей Растичем.
| №                   | Название                 | Длительность |
| ------------------- | ------------------------ | ------------ |
| 1.                  | «Я выбираю альтернативу» | 3:24         |
| 2.                  | «Жёлтое пламя»           | 3:38         |
| 3.                  | «Масло»                  | 3:36         |
| 4.                  | «Слёзы»                  | 4:20         |
| 5.                  | «Иди домой»              | 4:20         |
| 6.                  | «Любовь сбивающая с ног» | 3:40         |
| 7.                  | «Обезьяньи куплеты»      | 3:45         |
| 8.                  | «Тесто»                  | 2:56         |
| 9.                  | «Солнечный дом»          | 3:08         |
| Общая длительность: | Общая длительность:      | 32:48        |

## Участники записи
| 7раса - Саша Растич — вокал, гитара - Костя Чалых — бэк-вокал, гитара, клавишные, музыкальное программирование - Егор Подтягин — бас-гитара (кроме 4) - Евгений Стадниченко — барабаны Приглашённые музыканты - Денис Маринкин — барабаны (6) - Андрей Острав — бас-гитара (3, 4, 7) | Производственный персонал - Юра Смирнов — запись (1, 2, 3, 5, 8, 9), сведение (1, 3, 5, 8, 9) - Сергей Сухов — саунд-продюсирование, запись (6), барабаны (2, 4, 7) - Андрей Якимов — запись, вокал (4, 7) - Никита Зинич — запись, вокал (4, 7) - Андрей Алякринский — сведение (6) - Борис Истомин — сведение (2, 4, 7), мастеринг - Алексей Худницкий — саунд-продюсирование, планирование - Сергей Шива — технический ассистент - Рома Spaidi — дизайн обложки - Татьяна Родина — менеджмент |